# Vol Ural Airlines 178
Le 15 août 2019, le vol Ural Airlines 178, un vol régulier de passagers assuré par un Airbus A321 de la compagnie aérienne russe Ural Airlines, entre l’aéroport de Moscou-Joukovski et l'aéroport international de Simferopol, en Crimée, est victime d'une collision aviaire avec une volée de mouettes au moment du décollage, ce qui a provoqué de graves dysfonctionnements au niveau des deux moteurs de l'avion.
Les pilotes procèdent à un atterrissage d'urgence, avec le train rentré, dans un champ de maïs à quelques kilomètres de l'aéroport. L'ensemble des 233 passagers et membres d'équipage à bord ont survécu ; 74 personnes ont été blessées, mais aucune ne l'a été grièvement.

## Avion et équipage

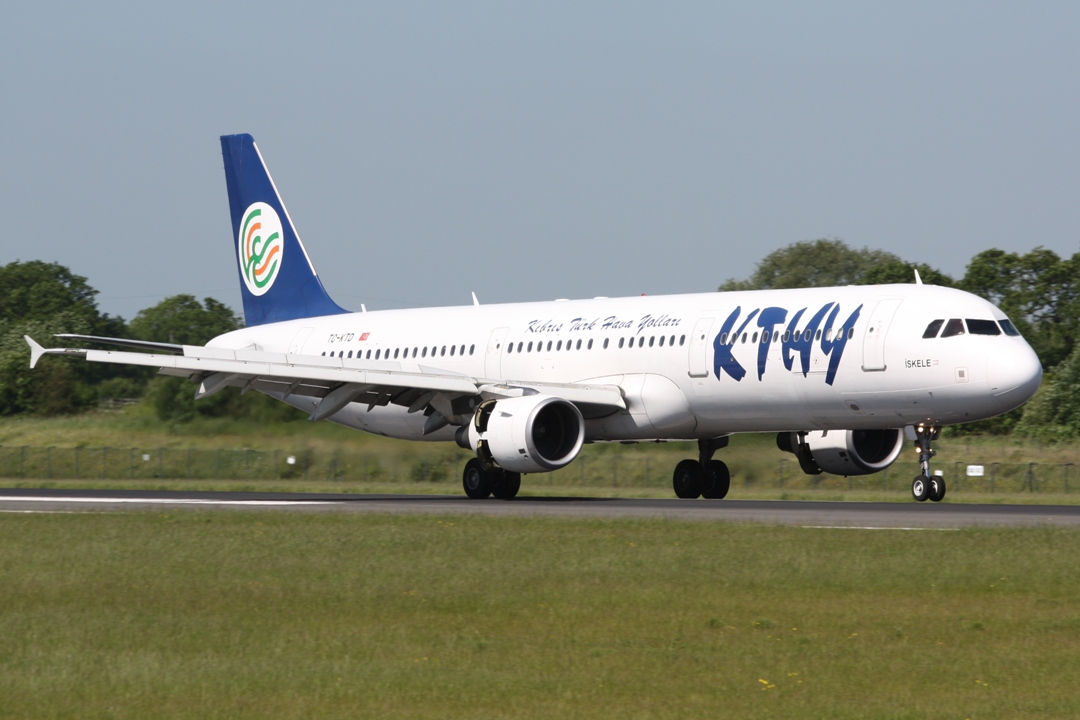
L'A321 impliqué dans l'accident, ici à l'aéroport de Manchester en mai 2009, alors qu'il opérait pour Cyprus Turkish Airlines.

L'appareil était un Airbus A321-211, immatriculé aux Bermudes VQ-BOZ (numéro de série 2117). Il a été initialement construit en 2003 pour MyTravel Airways (sous le numéro G-OMYA), qui a décidé de ne pas l'accepter dans sa flotte ; il a ensuite été transféré à Cyprus Turkish Airlines et immatriculé TC-KTD. Il a ensuite opéré pour AtlasGlobal (TC-ETR) en 2010, et Solaris Airlines en 2011 (EI-ERU), avant d'être finalement livré à Ural Airlines en 2011 sous le numéro VQ-BOZ.
Le commandant de bord était Damir Yusupov (ru) (41 ans), diplômé de l'école de pilotage de l'aviation civile de Bougourouslan, en Russie, en 2013. Il a également obtenu un diplôme en navigation aérienne de l'école de pilotage civile d'Oulianovsk (en), en Russie. Au moment de l'accident, il avait plus de 3 000 heures de vol à son actif.
Le copilote était Georgy Alexandrovich Murzin (ru) (23 ans), qui a également obtenu son diplôme de l'école de pilotage de l'aviation civile de Bougourouslan en 2017. Au moment de l'accident, il totalisait plus de 600 heures de vol.
Il y avait également cinq hôtesses de l'air à bord.

## Accident
Le vol 178 a subi une collision aviaire peu après son décollage de l'aéroport de Moscou-Joukovski , en Russie, à destination de l'aéroport international de Simferopol, en Crimée. Un des passagers a enregistré la descente de l'avion dans un champ de maïs après qu'une volée de mouettes a violemment heurté les deux turboréacteurs CFM56-5. Le premier impact d'oiseau a provoqué une perte totale de puissance sur le moteur gauche, puis un deuxième impact a provoqué une réduction de la poussée du moteur droit, qui était alors insuffisante pour maintenir l'appareil en vol.
Les pilotes ont choisi d'effectuer un atterrissage d'urgence dans un champ de maïs, situé au-delà de l'extrémité de la piste de l'aéroport, et ont décidé d'arrêter les deux moteurs juste avant l'impact avec le sol. L'avion a effectué un atterrissage dur dans le champ, à 5 km de l'aéroport. Les pilotes ont choisi de ne pas abaisser le train d'atterrissage, afin de déraper plus efficacement à travers le maïs.

Épave de l'avion
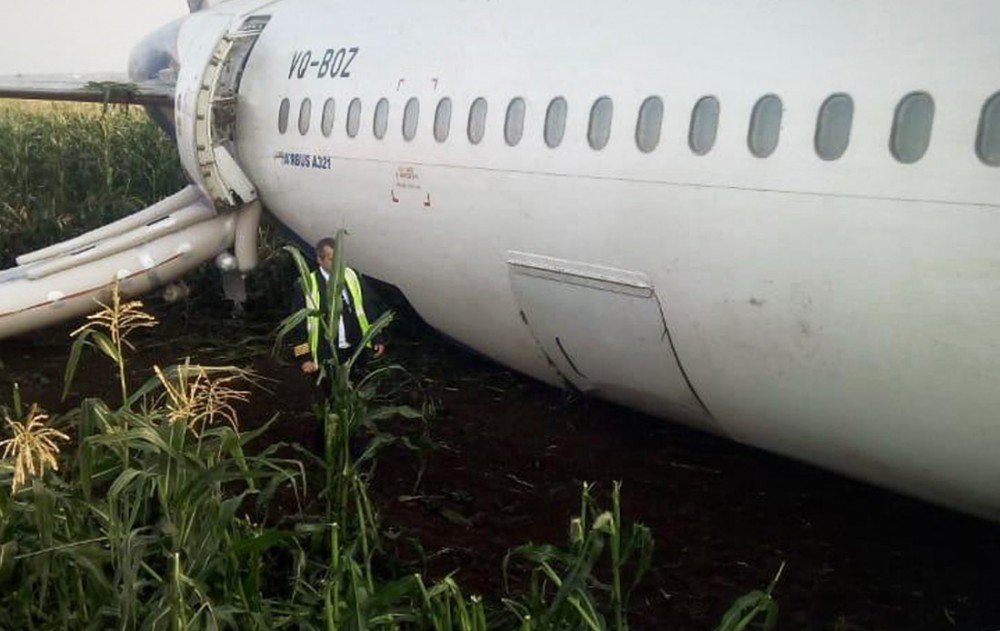
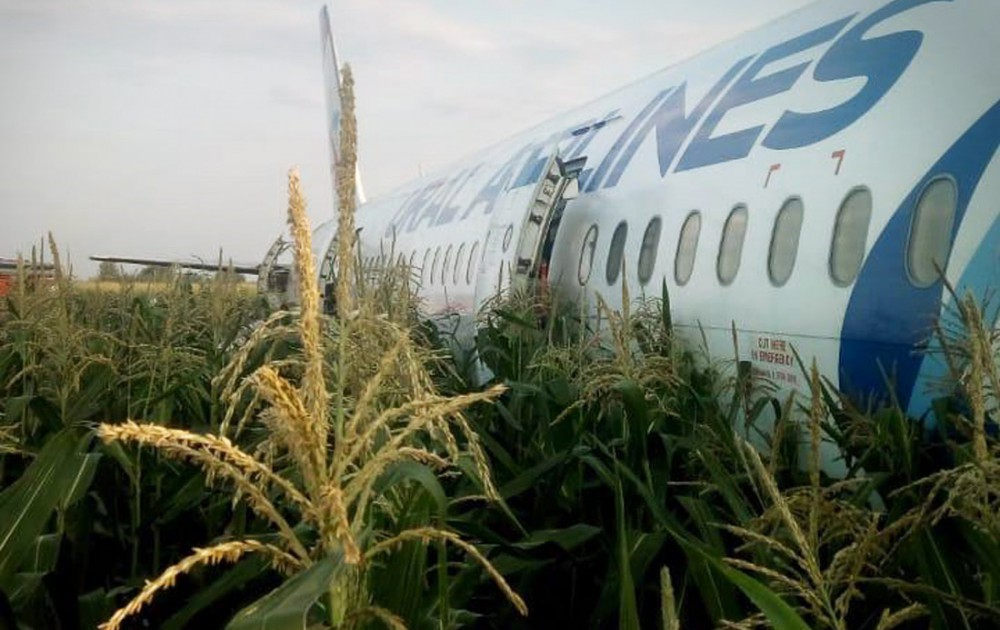
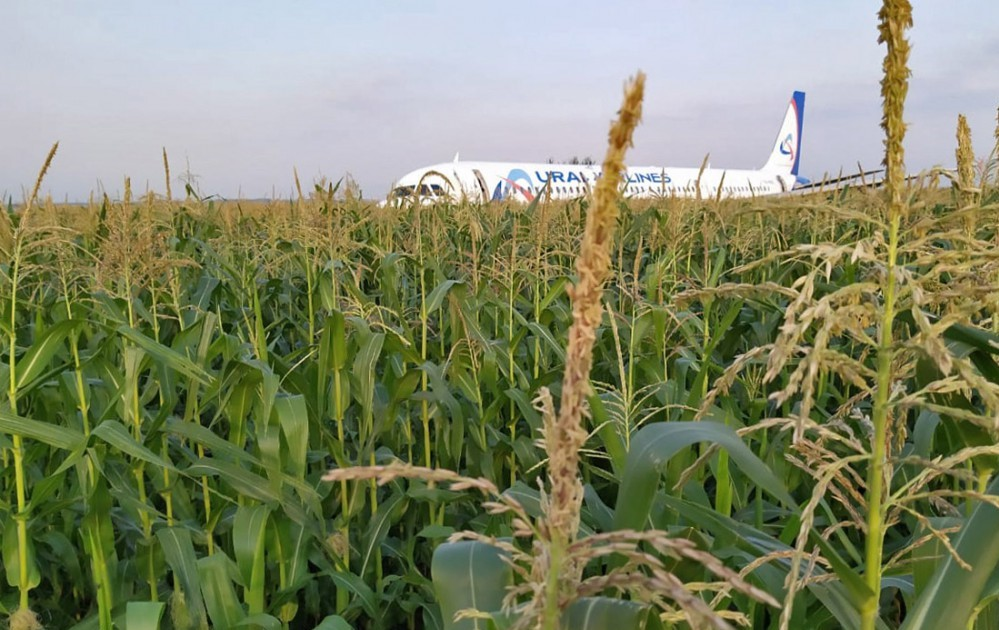
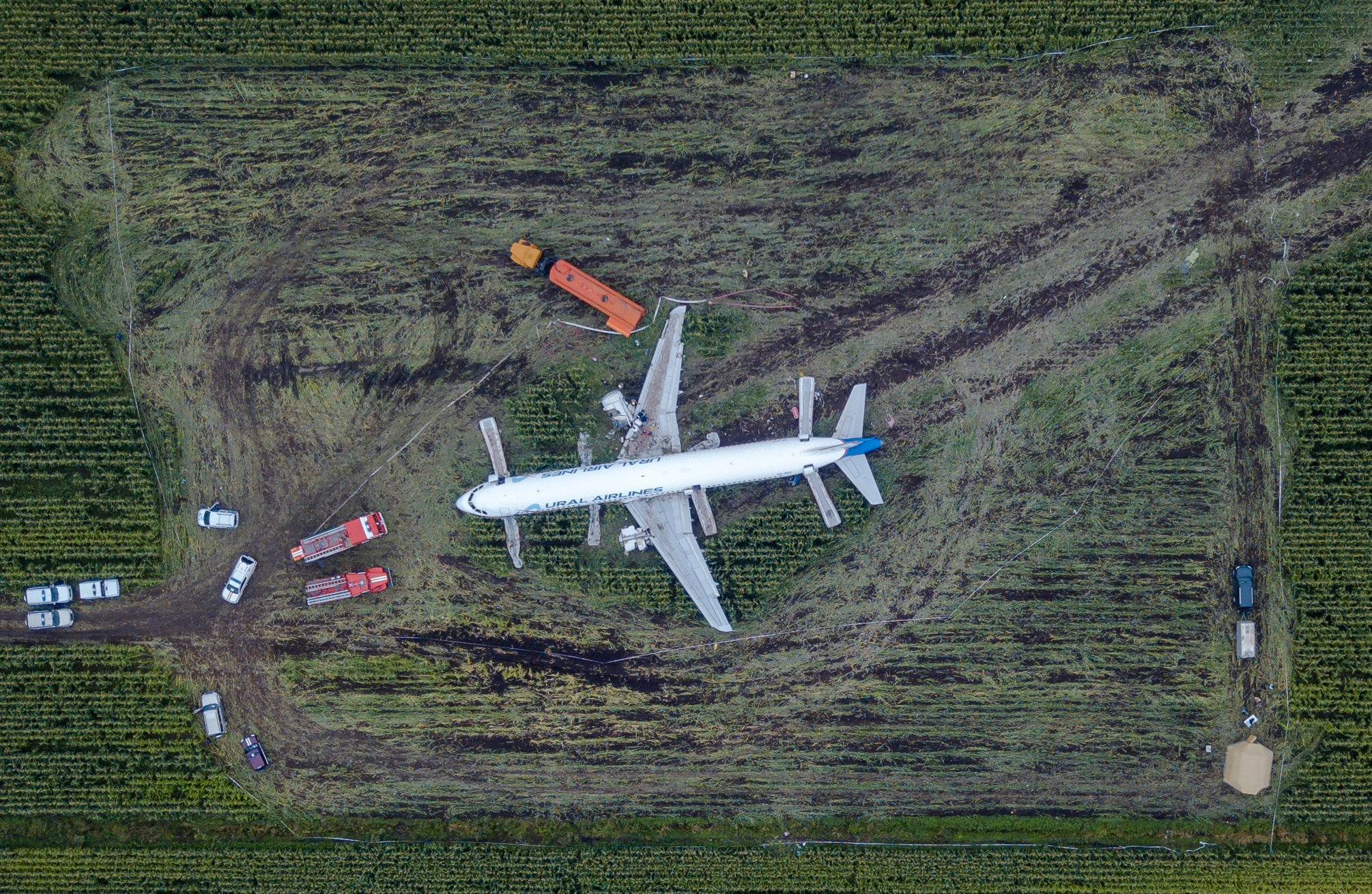

Tous les passagers et membres d'équipage de l'avion ont survécu. Les rapports divergent quant au nombre de blessés, car les critères pour compter une personne comme « blessée » ne sont pas très stricts. Selon certains rapports, 55 personnes ont reçu des soins médicaux sur place. 29 autres personnes ont été transportées à l'hôpital, dont 23 ont été blessées. Six personnes ont été admises comme patients hospitalisés.
Le nombre de blessés a finalement été fixé à 74, dont aucun n'a été gravement blessé. Tous les passagers se sont vu offrir 100 000 ₽ (1 358 $) à titre d'indemnisation pour l'accident.

## Réactions

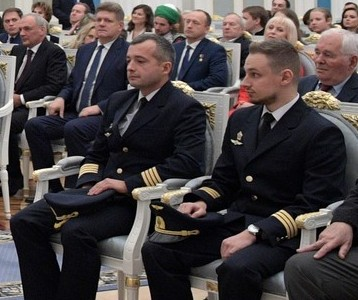
Damir Yusupov (à gauche) et Georgy Murzin (à droite) lors de la cérémonie de remise des prix au Kremlin de Moscou, le 21 novembre 2019.

Peu de temps après l'accident, Ural Airlines a publié une déclaration sur Twitter indiquant : « Le vol U6178 Zhukovsky-Simferopol, au départ de Zhukovsky, a subi plusieurs impacts d'oiseaux sur les moteurs de l'avion. L'avion a effectué un atterrissage d'urgence. Il n'y a eu aucun blessé parmi les passagers et l'équipage. ». La compagnie aérienne a également salué le professionnalisme des pilotes.
Sur les réseaux sociaux, des comparaisons immédiates ont été faites entre cet accident et le « Miracle sur l'Hudson » impliquant le vol US Airways 1549, survenue à New York en janvier 2009.
Le commandant de bord, Damir Yusupov, et le copilote, Georgy Murzin, ont reçu le titre honorifique de héros de la fédération de Russie ; les cinq autres membres de l'équipage ont été décorés de l'Ordre du Courage.
Bien que loué en Russie, l'équipage de l'avion a été inscrit sur la liste noire de l'ONG ukrainienne Myrotvorets (« Pacificateur »), qui l'accusait d'avoir « sciemment et à plusieurs reprises effectué des traversées non-autorisées de la frontière de l'État ukrainien ».

## Enquête
Le Comité inter-étatique sur l'aviation (IAC) a ouvert une enquête sur l'accident. L'enquête a été menée avec l'aide de Rosaviatsiya, de l'AAIB et du Bureau d'enquêtes et d'analyses pour la sécurité de l'aviation civile (BEA). L'enregistreur phonique et l'enregistreur de paramètres ont tous deux été récupérés avec succès et leurs données ont été téléchargées et analysées.
Au lieu d'être publié, le rapport a fuité en août 2022. Le rapport impute aux pilotes plusieurs erreurs. Un journaliste aéronautique a expliqué que l'un des principaux facteurs contributifs était l'attitude des pilotes russe, consistant à éviter les décisions non standard telles que rester sur la piste, retarder la course au décollage ou même interrompre le décollage.
Les deux membres de l'équipage avaient vu les oiseaux devant eux et en étaient conscients bien avant le début du décollage. Quant à la suite des événements, l'équipage a été décrit comme étant désorganisé, car il n'a pas rétracté le train d'atterrissage, ni désactivé l'alarme déclenchée après le désengagement du pilote automatique. Un atterrissage d'urgence n'a pas été évoqué dans le cockpit, par conséquent les moteurs n'ont pas été arrêtés lors de l'atterrissage. La rétraction du train d'atterrissage dans la dernière phase du vol a été interprétée par les enquêteurs comme une mesure visant à gagner en vitesse, et non comme une préparation à un atterrissage d'urgence comme le prétendaient les pilotes.

## Conséquences
Après l'accident, l'avion a été retiré du service et la compagnie aérienne a annoncé qu'il serait démoli, recyclé et mis au rebut, dans le cadre d'une opération qui devait débuter le 23 août 2019.